# Phytochelatine
Phytochelatine (auch Cadystin und Metallothionein Class III) sind Polypeptide, die enzymatisch als Reaktion auf Schwermetalle in Pflanzen und Pilzen gebildet werden. Sie binden an Schwermetalle (z. B. Cadmium) und entgiften sie so.
Genauso wie Glutathion bestehen Phytochelatine aus den Aminosäuren Glutaminsäure, Cystein und Glycin, wobei auch hier die γ-Carboxygruppe (nicht die α-Carboxygruppe) des Glutaminsäurerestes mit der Aminogruppe des Cysteinrestes verbunden ist, da Phytochelatine enzymatisch aus Glutathion synthetisiert werden. Dabei spaltet das Enzym Phytochelatin-Synthase das Glycin eines Glutathion-Moleküls ab und hängt ein weiteres Glutathion-Molekül an. Das einfachste Phytochelatin hat daher die Struktur γGlu-Cys-γGlu-Cys-Gly. Dieses kann durch Anfügen eines oder mehrerer weiterer γGlu-Cys verlängert werden. Die meisten anderen Polypeptide werden dagegen von einem bestimmten Gen codiert und werden im Rahmen der Translation synthetisiert.
Phytochelatine werden als Reaktion auf eine breite Palette von Schwermetallen und anderen giftigen metallischen und halbmetallischen Elementen gebildet und leiten einen Entgiftungsmechanismus ein: Sie binden mit den Sulfhydryl-Gruppen ihrer Cysteine an die Metall-Ionen und werden mit ihnen in die Vakuole transportiert. In der Vakuole sind die Schwermetalle vom Stoffwechsel im Cytosol abgeschirmt, so dass sie dort nicht die enzymatischen Reaktionen des Stoffwechsels stören können. Die gebildeten Phytochelatin-Metall-Komplexe lassen sich zum Teil chromatographisch reinigen und danach charakterisieren.
Phytochelatine wurden 1985 etwa gleichzeitig von zwei Forschergruppen entdeckt, gereinigt und erstmals charakterisiert.
Eine Ausnahme unter den Höheren Pflanzen bildet der Tribus der Phaseoleae. Diese bilden keine Phytochelatine, sondern die homologen Homophytochelatine. Diese enthalten als C-terminale Aminosäuren anstelle von Glycin die Aminosäure β-Alanin. Diese Besonderheit der Phaseoleae ist darauf zurückzuführen, dass diese Pflanzen kein Glutathion synthetisieren, sondern das Tripeptid Homoglutathion bilden.